# Arcodonats
Els arcodonats (Archodonata, gr. "odonats antics") són un ordre extint d'insectes paleòpters que van viure al Paleozoic. De vegades s'inclouen en els Odonata. Tenien el rostre molt curt d'aproximadament un mm.

## Taxonomia
Els arcodonats inclouen tres famílies:
- Família Diathemidae Sinichenkova, 1980 †
- Família Permothemidae Martynov, 1935 †
- Família Permothemistidae Sinichenkova, 1980 †